# Örjan Sandler
Olof Örjan Sandler (ur. 28 września 1940 w Sunne) – szwedzki łyżwiarz szybki, brązowy medalista olimpijski.

## Kariera
Specjalizował się w długich dystansach. Największy sukces w karierze Örjan Sandler osiągnął w 1968 roku, kiedy zdobył brązowy medal na dystansie 10 000 m podczas igrzysk olimpijskich w Grenoble. W zawodach tych wyprzedzili go jedynie jego rodak Johnny Höglin oraz Norweg Fred Anton Maier. Na tych samych igrzyskach był też szósty na dwukrotnie krótszym dystansie i dziesiąty w biegu na 1500 m. Jeszcze czterokrotnie startował na igrzyskach, najlepsze wyniki osiągając podczas igrzysk w Innsbrucku w 1976 roku, gdzie był piąty na 10 000 m i ósmy na 5000 m. Nigdy nie zdobył medalu mistrzostw świata, jego najlepszym wynikiem było siódme miejsce wywalczone na wielobojowych mistrzostwach świata w Deventer w 1969 roku. Siódme miejsce zajął także podczas mistrzostw Europy w Heerenveen w 1975 roku. Na arenie krajowej zdobył złote medale w biegach na 1500 i 5000 m w 1967 roku oraz na dystansie 10 000 m w latach 1969, 1975 i 1976.
Sandler uprawiał także inne sporty, między innymi bieg na orientację oraz triathlon.
Po zakończeniu kariery pracował jako nauczyciel wychowania fizycznego w Strömsund.